# Tylochromis
Tylochromis es un género de peces de la familia Cichlidae y de la orden de los Perciformes. Es endémico de África.

## Especies
- Tylochromis aristoma
- Tylochromis bangwelensis
- Tylochromis elongatus
- Tylochromis intermedius
- Tylochromis jentinki
- Tylochromis labrodon
- Tylochromis lateralis
- Tylochromis leonensis
- Tylochromis microdon
- Tylochromis mylodon
- Tylochromis polylepis
- Tylochromis praecox
- Tylochromis pulcher
- Tylochromis regani
- Tylochromis robertsi
- Tylochromis sudanensis
- Tylochromis trewavasae
- Tylochromis variabilis

- Datos: Q2282719
- Multimedia: Tylochromis / Q2282719
- Especies: Tylochromis